# Cubana de Aviación
Cubana de Aviación (omtalt Cubana) er det nationale flyselskab i Cuba. Selskabet er ejet af staten, og har hovedkontor og hub på José Martí Internationale Lufthavn i landets hovedstad Havana. Selskabet blev etableret i 1929 under navnet Compañía Nacional Cubana de Aviación Curtiss.
Selskabet fløj i februar 2012 ruteflyvninger til omkring 30 destinationer. De fleste ruter gik indenrigs i Cuba, men også til destinationer i blandt andet Canada, Mexico, Venezuela, Argentina, Spanien, Frankrig og England. Flyflåden bestod af 13 fly med en gennemsnitsalder på omkring 8 år. Heraf var der tre eksemplarer af Airbus A320, fire Tupolev Tu-204, ét ATR 42, Boeing 737 og Boeing 767, samt tre Ilyushin Il-96 som de største fly i flåden med plads til 262 passagerer.